# Гланс, Харви
Харви Эдвард Гланс (англ. Harvey Edward Glance; 28 марта 1957, Финикс-Сити — 12 июня 2023, Меса, Аризона) — американский спринтер, победитель Кубка мира, чемпион и призёр Панамериканских игр, чемпион мира, чемпион летних Олимпийских игр 1976 года в Монреале, рекордсмен мира.

## Карьера
Гланс дважды повторил мировой рекорд в беге на 100 м (9,9 с): сперва 3 апреля 1976 года в Колумбии, а месяц спустя в Батон-Руже. Будучи студентом Обернского университета, Гланс выигрывал чемпионаты Национальной ассоциации студенческого спорта (NCAA) в беге на 100 м в 1976 и 1977 годах и чемпионаты NCAA в беге на 200 метров в 1976 году. В 1976 году он пробежал 100 метров за 10,12 с и 10,11 с, которые стали мировыми рекордами среди юниоров.
Гланс финишировал первым в беге на 100 м на Олимпийских играх в США в 1976 году. На Олимпийских играх 1976 года в Монреале Гланс был четвёртым в беге на 100 м. Затем американская команда, в составе которой он бежал первый этап в эстафете 4×100 м, стала олимпийским чемпионом. На Панамериканских играх 1979 года Гланс был вторым в беге на 100 м и выиграл золотую медаль в составе американской команды в эстафете 4×100 м. Он также был вторым в эстафете 4×100 м на чемпионате мира по лёгкой атлетике 1979 года. Гланс также должен был заменить Джеймса Сэнфорда в беге на 100 м, если бы Сэнфорд не оправился вовремя после травмы.
Гланс квалифицировался в олимпийскую сборную для участия в Олимпиаде 1980 года в Москве, заняв второе место на дистанции 100 м. Однако из-за бойкота он не участвовал в Олимпийских играх, а вместо этого участвовал в «Liberty Bell Classic» (соревновании спортсменов, бойкотировавших Олимпиаду в Москве), выиграв серебро на дистанции 100 м и золото в эстафете. Он был награждён золотой медалью Конгресса, созданной специально для спортсменов, вынужденных пропустить Олимпиаду. Он также выиграл золотую медаль на Кубке мира по лёгкой атлетике 1985 года, Панамериканских играх 1987 года и чемпионате мира 1987 года в составе американской эстафетной команды 4×100 м.

## Личная жизнь
Гланс родился в Финикс-Сити (штат Алабама). Он получил образование в средней школе в Финикс-Сити.
После школы он получил степень в области здравоохранения и деятельности человека в Обернском университете.
Гланс имел потенциал тренера и, ещё будучи спортсменом, начал тренерскую карьеру в Аризоне. Он был выбран в качестве одного из пяти студентов-спортсменов из олимпийской команды 1976 года, которые были приглашены на обед в честь NCAA с президентом Соединённых Штатов. Его тренер Мел Розен с гордостью заявил: «Харви — это то, что я называю мировым классом — как спортсмен и как мужчина».
Скончался во время зарубежной туристической поездки.